# G1기
G1기 (G1 phase) 또는 세포 생장 1단계는 진핵 세포 분열에서 일어나는 세포 주기의 네 단계 중 첫 번째 단계이다. 간기(Interphase)의 이 부분에서 세포는 체세포분열로 이어지는 후속 단계를 준비하기 위해 전령 RNA와 단백질을 합성한다. G1기는 세포가 간기의 S기로 전환될 때 종료된다. 세포 주기 시간의 약 30~40%가 G1기에서 소비된다.

## 개요
G1기는 S기 및 G2기와 함께 체세포분열(M기)에서 세포 분열 전에 일어나는 간기라 불리는 세포 분열의 긴 성장 기간을 구성한다.
G1기 동안 세포는 크기가 커지고 DNA 합성에 필요한 전령 RNA와 단백질을 합성한다. 필요한 단백질과 성장이 완료되면 세포는 세포 주기의 다음 단계인 S기에 들어간다. G1기를 포함한 각 단계의 지속 시간은 다양한 유형의 세포에서 다르다. 인간의 체세포에서 세포 주기는 약 10시간 정도 지속된다. 하지만 Xenopus 배아, 성게 배아, Drosophila 배아에서는 G1기가 거의 존재하지 않는다.
G1기 및 세포 주기의 다른 하위 단계는 영양 공급, 온도 및 성장 공간과 같은 성장 인자의 제한에 의해 영향을 받을 수 있다. 전령 RNA와 단백질을 합성하기 위해서는 충분한 뉴클레오타이드와 아미노산이 있어야 한다. 생리학적 온도 또한 세포 생장에 중요하다. 인간의 정상적인 생리적 온도는 약 37°C이다
G1기는 세포가 분열을 할 것인지 아니면 세포 주기를 포기할 것인지를 결정하기 때문에 세포 주기에서 특히 중요하다. 세포가 분열되지 않은 상태로 남아 있으라는 신호를 받으면 S기로 이동하는 대신 G1기를 떠나 G0기라고 하는 휴면 상태로 이동한다. 대부분의 비증식 척추동물 세포는 G0기에 들어간다.

## 조절
세포 주기 내에는 사건의 정확한 순서를 보장하기 위해 단계의 타이밍과 조정을 제어하는 세포 주기 제어 시스템으로 알려진 엄격한 조절 세트가 있다. 사이클린 의존성 인산화효소(Cyclin-dependent Kinases, CDKs)로 알려진 생화학적 트리거는 실수를 방지하기 위해 수정된 시간에 올바른 순서로 세포 주기를 조절한다.
세포 주기에는 G1/S 체크 포인트, G2/M 체크 포인트, 스핀들 체크 포인트(Spindle Checkpoint)의 세 가지 체크 포인트가 존재한다.

### 생화학적 조절자
G1기동안, G1/S 사이클린 활성은 G1기의 끝 무렵에 상당히 증가한다.
세포 주기의 다른 단계에서 활성인 사이클린 복합체는 세포 주기 이벤트가 순서 없이 발생하는 것을 방지하기 위해 비활성화된 상태로 유지된다. CDK 활성을 방지하는 세 가지 방법은 G1기에서 발견된다. E2F 계열 전사 인자에 대한 pRB 결합은 S기 사이클린 유전자의 발현을 하향 조절하고 APC(Anaphase-Promoting Complex)가 활성화되어 S 및 M 사이클린(G1/S 사이클린 제외)을 표적으로 하고 분해한다. 고농도의 CDK 억제자가 G1기에서 발견된다.

### 제한점
G1기의 제한점(R)은 세포 조건이 다음 단계로 넘어가기에 이상적인지 여부를 판단하지 않고 세포의 진행 방향을 변경한다는 점에서 체크 포인트와는 다르다. 척추동물 세포는 약 3시간 동안 G1기 상태를 유지한 후 G1기에서 전진할지, G0기로 이동할지를 결정하는 제한점에 진입한다.
또한 이 지점은 G1기의 유사 분열 전, 유사 분열 후의 두 절반을 분리한다. G1기(또한 유사분열이 발생한 후)의 시작과 R 사이에 세포는 G1-pm 하위 단계 또는 유사 분열 후 단계에 있는 것으로 알려져 있다. R 이후 및 S 이전의 세포는 G1-ps 또는 G1기의 S기 이전 단계 간격에 있는 것으로 알려져 있다.
세포가 G1-pm 동안 계속되기 위해서는 많은 양의 성장 인자와 단백질 합성 속도가 일정해야 한다. 그렇지 않으면 세포는 G0기로 이동한다.

#### 상충되는 연구
어떤 저자들은 제한점과 G1/S 체크포인트가 하나이며 동일하다고 말하지만, 보다 최근의 연구에서는 G1기에서의 진행을 확인하는 두 개의 다른 점이 있다고 주장한다. 첫 번째 제한점은 성장 인자 의존적이며 세포가 G0기로 이동하는지 여부를 결정하는 반면, 두 번째 제한점은 영양 의존적으로 세포가 S기로 이동하는지 여부를 결정한다.

### G1/S 체크 포인트
G1/S 체크 포인트는 G1기와 S기로의 진행을 위한 세포의 S기 사이의 지점이다. 세포가 S기로 이동하지 않는 이유는 불충분한 세포 성장, 손상된 DNA 또는 기타 준비가 완료되지 않았기 때문이다.
G1/S 체크 포인트에서 복합체를 형성하기 위한 CDK와 함께 G1/S 사이클린의 형성은 세포를 새로운 분열 주기에 투입한다. 그런 다음 이러한 복합체는 S기에서 DNA 복제를 진행하는 S-CDK 복합체를 활성화한다. 동시에 APC 활성이 크게 감소하여 S 및 M 사이클린이 활성화된다.
세포가 S기로 통과하는 것이 명확하지 않으면 세포 성장이나 분열이 없는 G0기에 들어간다.

## 암
많은 연구에서 G1기 또는 G1/S 체크 포인트의 불규칙성이 종양의 통제되지 않은 성장과 관련이 있다. G1기가 영향을 받는 이러한 경우, 일반적으로 E2F 패밀리의 유전자 조절 단백질이 억제되지 않고 G1/S 사이클린 유전자 발현을 증가시켜 제어되지 않은 세포 주기 진입으로 이어지기 때문이다.
그러나 일부 형태의 암에 대한 치료법은 세포 주기의 G1기에도 있다. 유방암과 피부암을 포함한 많은 암은 종양 세포가 G1기 세포 주기 정지에 들어가 세포가 분열하고 퍼지는 것을 방지함으로써 증식을 예방했다.

## 참고
- G<sub id="mwtA">1</sub>/S 전환